# Micryletta inornata
Micryletta inornata és una espècie de granota que viu a les Illes Andaman i Nicobar i al sud-est d'Àsia.